# 高橋鑑種
高橋 鑑種（たかはし あきたね）は、戦国時代から安土桃山時代にかけての武将。大友氏の家臣。

## 生涯
豊後国大友氏の庶流一萬田氏の一族、一萬田親泰の次男で親実（のち鑑相、鑑実の父）の弟といわれる。初めは一萬田 親宗（ちかむね）を名乗る。大蔵党の筑後高橋氏を継承し、主君・大友義鑑の偏諱と高橋氏の通字（「種」字）により高橋 鑑種に改名。この継承の時期については諸説ありはっきりしないが、天文年間であることは確実である。義鑑から家督を継いだ義鎮（宗麟）は天文22年（1553年）閏正月、一萬田鑑相、宗像鑑久、服部右京亮の討伐を命じた。大友の老中・吉岡長増達は反対していたが、義鎮は命令を強行させている。これにより一萬田家当主である兄・鑑相、弟・鑑久、甥達を殺された（甥の中で鑑相の嫡男・鑑実は生き残った）。
大友義鎮の弟・晴英（大内義長）が大内氏の家督を継ぐことになると、橋爪鑑実（一萬田から改姓）と共に義長に付き従って大内家に入り、奉行人となった。しかし義長は弘治3年（1557年）に毛利元就に攻められ自害させられてしまう。鑑種は義長に使者として豊後に送られていたため無事であったようである。その後、大友氏に帰参した。鑑種は武勇に優れた人物であり、弘治2年（1556年）の小原鑑元の反乱で宗麟も避難するほどの大乱が勃発した際、激戦であったが、鑑種は鑑元が篭る城に火を放つことに成功して勝利の元を作る大功を成した。翌年7月の秋月文種討伐でも功を挙げた。さらに、永禄3年（1560年）に大友氏が伊予西園寺氏を討伐した際、西園寺家臣の土居清宗を討ち取ったのも鑑種だといわれている。同年8月16日~19日、筑前の豪族宗像氏貞に対しての許斐山城、白山城、蔦ヶ嶽城攻撃にも参戦した。これらの功により永禄元年頃、二～三千町の大禄を与えられ宝満城督となり、九州最高の行政機関・大宰府を管理、支配することになった。また支城として岩屋城を築いた。筑前国守護代に任命されたともいわれる。
永禄4年（1561年）、第四次門司城の戦いに出陣したが大友方は敗れた。翌永禄5年（1562年）7月、毛利氏の誘いを受けて毛利に寝返った。原因は不明であるが、兄・鑑相が反逆の廉(かど)で殺されたこと、更に美人と評判の兄の妻を宗麟が愛妾としたことで、宗麟を恨んだとも、宗麟から大内義長を助けるために対毛利攻めのために諸豪族の調略を命じられ、この下準備に奔走していたにもかかわらず、両家が急に和睦してしまったために調略活動が水泡に帰し、面目を失ってしまったためとも伝わる。毛利元就は大内義長を騙し討ちにした自分に鑑種を寝返させるのは難しい、あるいは時間がかなり掛かると考えていた。ところがわりかし早くに良い返事が来たので、毛利元就・隆元親子は「思いも寄らぬこと」と、誘っておきながら驚いている。鑑種を味方にしたことに毛利隆元は大喜びした。鑑種は豊前国の香春岳城の譲渡を求めたが、毛利家臣の杉連緒が所有しており、毛利元就・隆元親子は「香春岳城を鑑種に渡すと杉連緒が大友に行ってしまうかもしれない」と言って二人を継続して味方させることに頭を悩ませている。また鑑種は、毛利家が筑前一国を手にした際にはそのうち6郡の割譲することを要求し、毛利親子はこれを了承している。９月には毛利に寝返させる為、同じ筑前にいる大友家臣・立花鑑載への調略を開始した。鑑種は表立っては謀反は起こさず水面下で宗像氏貞や秋月種実、毛利家臣らと好を結んでいった。
永禄9年（1566年）、「鑑種に謀反の志あり」と次々に大友氏に報告が入った。当初、宗麟は「近年、鑑種がいろいろと勝手なことをしていると聞いているけれども、忠節無比の人なので」と言って噂を信じていなかった。宗麟は吉良某を遣わし鑑種を詰問したが、鑑種は何も答えず吉良を追い返した。謀反が確実であることを知った宗麟は「大切に育んだその親切な気持ち（芳志）を忘れやがって」と悔しがっている。この言葉を見ると、宗麟が鑑種を厚遇していたのは確実である。討伐隊が来ることを察すると秋月種実、龍造寺隆信を誘い大友氏に反旗を翻した。秋月種実は永禄10年（1567年）4月上旬に挙兵、隆信は6月か7月に挙兵している。これに合わせ毛利氏も宗像氏貞、筑紫惟門・筑紫昭門（屋山越後守貞治・照門・輝門とも、惟門の祖父・筑紫秀門の養子）、原田隆種・親種親子を呼応させ大友氏に蜂起させた。
永禄10年（1567年）7月、宗麟は戸次鑑連らを指揮官とした討伐軍を派遣。この軍の主兵力として、豊後国の朽網氏、吉岡氏、豊後斉藤氏、筑後国の蒲池氏、田尻氏、溝口氏、三池氏、問註所氏、そして鑑種の甥・鑑実を中心とする一萬田氏までもが加わっていた。永禄12年（1569年）に尼子義久の家臣・山中幸盛が出雲国に攻め込んだために、毛利軍は九州から撤退してしまう。そのため、後ろ盾を失った鑑種は進退窮まり大友義鎮に降るが、高橋家の家督を剥奪されてしまう。
その後、鑑種は小倉城主となる。当主を失った筑後高橋氏は断絶の危機を迎えるが、吉弘鎮理（後の高橋鎮種（紹運））により名跡が継がれ存続した。
鑑種は天正6年（1578年）に耳川の戦いで大友氏が衰退すると、秋月氏より養子・元種を迎えた。 翌7年（1579年）には豊前蓑島城にて毛利氏に反旗を翻した杉重良を討ち取った。その他、大友方の千手鑑元の守る香春岳城を攻め落し養子・元種を城主として配し、続く馬ヶ岳城の長野重勝を降し秋月種実の弟・長野種信を入れて長野氏を継がせるなどしたが、同年4月24日に小倉城にて病死した。

## その他の子
- 高橋長宗‐毛利氏に仕官。
- 高橋元光‐毛利氏に仕え、後に一族は小倉藩主小笠原氏に仕えた。
- 力姫‐毛利氏家臣児玉氏の妻となった。